# Браничево (тврђава)
Браничево је утврђење које се налази на археолошком локалитету код Тодићеве цркве у селу Костолац, 12 km северно од Пожаревца, у долини реке Млаве. Сматра се да је оно средњовековни наставак античког Виминацијума (лат. Viminacium) који се налазио на супротној обали. тврђава је разорена током сукоба Угарске и Византијске војске 1124. године.
Град Браничево је било војно утврђење и трговачки центар који је у историји Византије у 11. и 12. веку и у српској историји 13. и 14. века имало значајну улогу. Ископавањима је утврђено постојање бедема Доњег града, пронађена је кула и једна грађевина за коју се претпоставља да је била аристократска кућа са радионицом.
Браничево је по доласку Словена у ове крајеве било једно од најзначајнијих подручја српских земаља у средњем веку и седиште Браничевске области. Остаци утврђења браничевског града обухватају зараван на изданку Сопотске греде, лево од реке Млаве, односно вис изнад данашњег села Костолац.
Само порекло имена је словенско од речи бранити, што наводи на закључак да је утврђење било саграђено као одбрана византијских територија од упада Угара и других непријатеља са друге стране Дунава.
Град је био најјачи и најразвијенији за време династије Комнина, а у граду је боравио и Манојло I Комнин и Јован II.
Током 2011. године, око Тодићеве цркве у селу Костолац вршена су археолошка истраживања да би се нашли остаци некадашњег утврђеног Браничева. Тада су нађени вредни и ретки археолошки предмети, као што је трпезно посуђе какво до сад није нађено на територији Србије. Поред тога нађене су и стаклене посуде, оружје, шлемови, као и новац који је припадао Манојлу I Комнину.